# Eris (aranya)
Eris és un gènere d'aranyes de la família dels saltícids o aranyes saltarines.

## Taxonomia
- Eris bulbosa (Karsch, 1880) (Mèxic)
- Eris flava (Peckham & Peckham, 1888) (EUA a la Hispaniola)
- Eris floridana (Banks, 1904) (EUA)
- Eris illustris C. L. Koch, 1846 (Puerto Rico)
- Eris militaris (Hentz, 1845) (EUA, Canadà, Alaska)
- Eris perpacta (Chickering, 1946) (Panamà)
- Eris perpolita (Chickering, 1946) (Panamà)
- Eris riedeli (Schmidt, 1971) (Equador o Colòmbia)
- Eris rufa (C. L. Koch, 1846) (EUA)
- Eris tricolor (C. L. Koch, 1846) (Mèxic)
- Eris trimaculata (Banks, 1898) (Mèxic)
- Eris valida (Chickering, 1946) (Panamà)